# Brownsville (Wisconsin)
Brownsville es una villa ubicada en el condado de Dodge en el estado estadounidense de Wisconsin. En el Censo de 2010 tenía una población de 581 habitantes y una densidad poblacional de 428,1 personas por km².

## Geografía
Brownsville se encuentra ubicada en las coordenadas 43°36′55″N 88°29′43″O / 43.61528, -88.49528. Según la Oficina del Censo de los Estados Unidos, Brownsville tiene una superficie total de 1.36 km², de la cual 1.36 km² corresponden a tierra firme y (0%) 0 km² es agua.

## Demografía
Según el censo de 2010, había 581 personas residiendo en Brownsville. La densidad de población era de 428,1 hab./km². De los 581 habitantes, Brownsville estaba compuesto por el 98.62% blancos, el 0.34% eran afroamericanos, el 0.34% eran amerindios, el 0.34% eran asiáticos, el 0.34% eran isleños del Pacífico, el 0% eran de otras razas y el 0% pertenecían a dos o más razas. Del total de la población el 0.52% eran hispanos o latinos de cualquier raza.